# Harmane

structure d'une harmane.

Les harmanes sont un groupe d'alcaloïdes d'origine végétale. Elles ont des propriétés d'inhibition des monoamine oxydases et sont des antagonistes sérotoninergiques. Elles sont également légèrement hallucinogènes et analgésiques, et sont souvent utilisées par les sociétés premières comme potentialisateurs d'autres psychotropes.
Les harmanes possèdent en commun un noyau carboline, lui-même composé d'un noyau indol : On les classe donc dans la catégorie des alcaloïdes indoliques simples à bêta-carboline. Ils s'apparentent à la tryptamine.
L'harmine, l'harmaline, le 6-MeO-THH ou le tétrahydroharmine sont toutes des harmanes et font partie de la classe des alcaloïdes indoles extraits des plantes Peganum harmala, Banisteriopsis et Iboga.

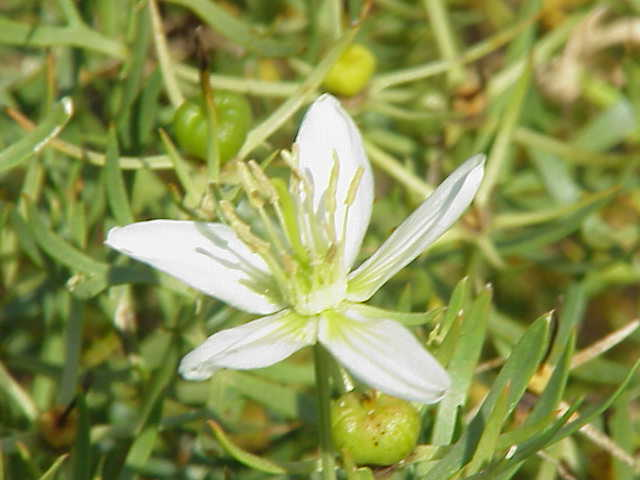
On trouve plusieurs alcaloïdes Inhibiteur des monoamine oxydases, en concentration de 2 à 7 %, dans les graines de la « rue de Syrie » (Peganum harmala).

L'harmane à proprement parler est une molécule extraite de l'Ayahuasca (Banisteriopsis caapi), de la famille des Malpighiaceae.
Elle est utilisée en Amérique du Sud au cœur d'un breuvage chamanique hallucinogène afin de communiquer avec l'au-delà (ce breuvage est constitué de multitudes de plantes contenant notamment de l'harmane et de l'atropine).
En France, elle appartient à la liste des stupéfiants.
En 2023, il a été découvert que l'harmane produite par la bactérie Delftia tsuruhatensis TC1 inhibe le développement du parasite responsable du paludisme (Plasmodium falciparum), dans le tube digestif des moustiques ; elle pourrait en conséquence jouer un rôle dans la lutte contre cette maladie.